# Petropedetes parkeri
Petropedetes parkeri é uma espécie de anfíbio da família Petropedetidae.
Pode ser encontrada nos seguintes países: Camarões, Guiné Equatorial, Gabão e Nigéria.
Os seus habitats naturais são: florestas subtropicais ou tropicais húmidas de baixa altitude, regiões subtropicais ou tropicais húmidas de alta altitude, rios, áreas rochosas e florestas secundárias altamente degradadas.
Está ameaçada por perda de habitat.